# Alluaudomyia estevezae
Alluaudomyia estevezae är en tvåvingeart som beskrevs av Gustavo R. Spinelli och Wirth 1984. Alluaudomyia estevezae ingår i släktet Alluaudomyia och familjen svidknott. Inga underarter finns listade i Catalogue of Life.